# Kebonsawahan
Kebonsawahan is een bestuurslaag in het regentschap Pati van de provincie Midden-Java, Indonesië. Kebonsawahan telt 967 inwoners (volkstelling 2010).